# La retirada

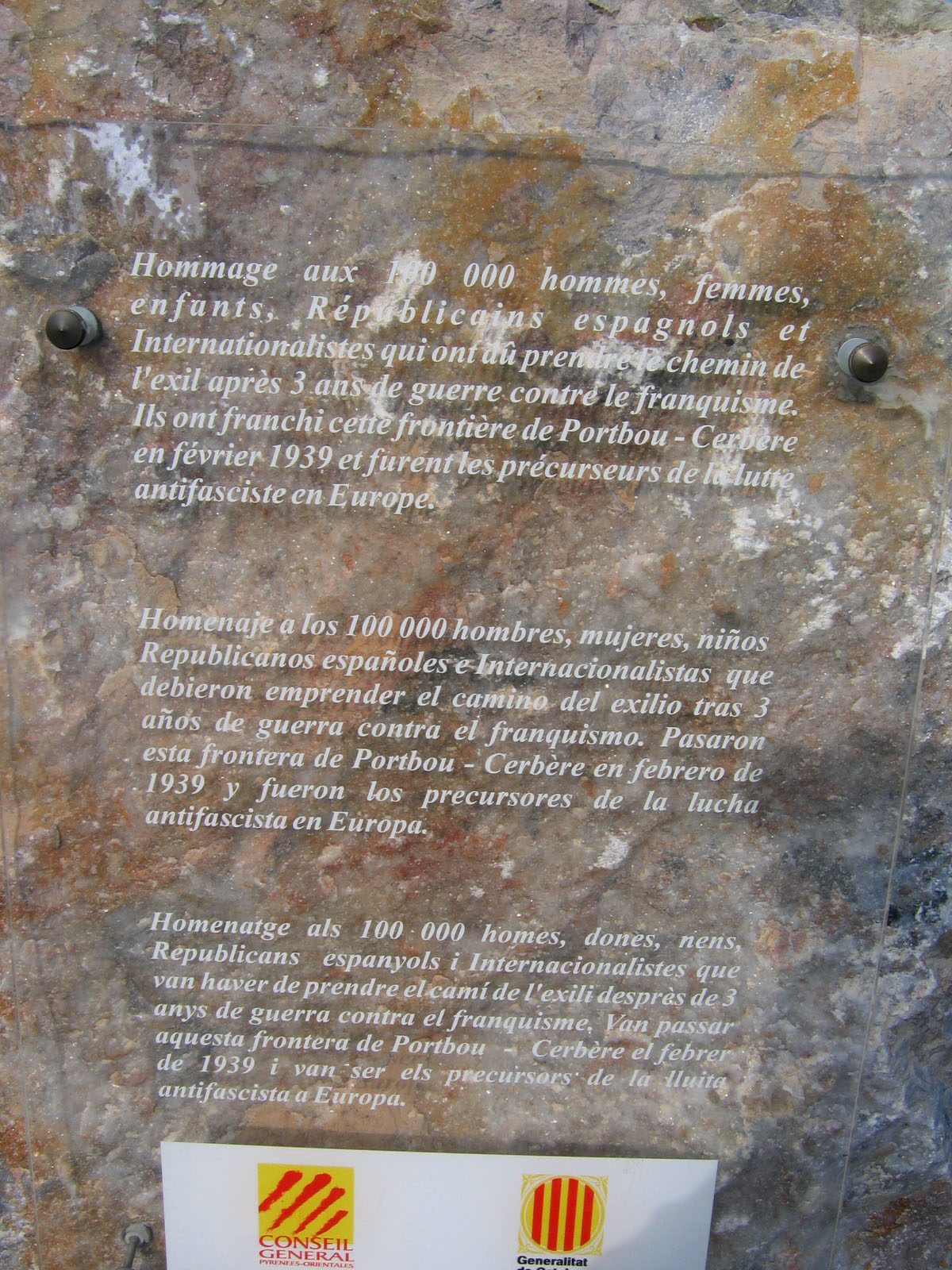
Homenatge al coll dels Belitres dedicat als "republicans i internacionalistes" que van travessar el Pirineu per Portbou-Cervère en febrer de 1939

La retirada, en català, és el nom que defineix, als Països Catalans, Occitània i França, l'èxode republicà de 1939 que es va produir al final de la guerra civil espanyola, durant els mesos de gener i febrer de 1939. Es tracta d'un exili que s'efectua majoritàriament a peu seguint les principals rutes que condueixen a França, a través dels anomenats "camins de la retirada". Format per militars i civils (sovint famílies senceres), l'onada de refugiats es desplaça cap a l'altra banda dels Pirineus amb una marxa penosa marcada per la precipitació i els bombardejos de l'aviació franquista. La fugida es precipita quan Barcelona cau en mans dels franquistes el 26 de gener de 1939. Una vegada a França, els refugiats són "acollits" per les autoritats gales amb improvisació i una flagrant manca de mitjans. Bàsicament, la gestió de l'Administració francesa va consistir a internar molts dels exiliats a precaris camps de concentració francesos que no reunien les mínimes condicions d'habitabilitat i salubritat.
Entre gener i febrer de 1939 prop de 500.000 persones de diferents ideologies van travessar els Pirineus per l'Alt Empordà, la Cerdanya, la Garrotxa i el Ripollès. Encara avui, la Retirada és qualificada a França com l'"èxode" massiu espanyol. Ara bé, durant l'estiu de 1937 França ja va acollir un elevat nombre de refugiats republicans espanyols procedents del front del nord que Javier Rubio estableix en prop de 200.000 i també a 15.000 refugiats catalans que des del 1936 van fugir de la Catalunya republicana. Més de la meitat dels refugiats espanyols de la Retirada van tornar a l'Espanya franquista durant les setmanes i mesos posteriors a l'exili.
Part d'aquestes persones (homes, dones, nens, vells, militars, civils, etc.), van ser deportades a Espanya, on van ser assassinades, empresonades o ingressades en camps de concentració i a treballs forçats. Alguns van ser enviats a camps nazis a Alemanya. Els que van quedar-se a França van desaparèixer, van estar obligats a fer treballs forçats o van ser tancats en camps de concentració.

## Context
La Guerra Civil Espanyola havia estat seguida a tot Europa pel que podia significar en un canvi de govern proposat per anarquistes o marxistes. En acabar, ràpidament van arribar als mitjans de comunicació francesos fotos espectaculars on semblava que pobles sencers travessaven el Pirineu amb poques possessions, buscant refugi temporal front als feixistes o lluitar contra ells dins del que seria la Segona Guerra Mundial.

## Reacció polèmica
El govern de l'estat francès considera que "no hi havia alternativa" i temien que les seves idees i accions s'exportessin a França amb ells. Temien també els governs espanyol i alemany, dos països fronterers amb França que hi podien atacar pel nord i pel sud alhora, amb un resultat molt més greu pels francesos que quan van ser envaïts només pels alemanys.

## Camps de concentració
França va rebre els republicans exiliats d'Espanya en camps de concentració insalubres, sense condicions sanitàries, abric ni aigua potable, als quals molts van morir assassinats, per tortures, desnutrició o diverses malalties. Alguns d'aquests van estar a Argelers, Argelèrs de Gasòst, Sant Cebrià de Rosselló, Ribesaltes, El Barcarès, Bram, Gurs, etc.

### Camp de concentració d'Argelers
A Argelers de la Marenda, a només vint quilòmetres de la frontera, es va construir el primer "camp de concentració", en mots del Ministeri de l'Interior francès de l'època, per a tancar els refugiats del bàndol republicà de la Catalunya Sud. Entre 1939 i 1941 hi van morir 216 persones, de les quals 70 eren nens petits.
No tenia aigua potable i pràcticament tampoc hi havia res per menjar. Com que no hi havia sostre, els refugiats excavaven forats a la sorra per a poder-se protegir del vent i del fred que feia sobretot a la nit. Més tard, malgrat l'oposició inicial dels vigilants, alguns van aconseguir construir una mena de barraques, o estructures lleugeres amb un tros de roba com a sostre. Hi havia rates i puces.
L'actual batlle d'Argelers, Pierre Aylagas, és fill d'un dels republicans que van travessar els Pirineus.

## Associacions
El 1999 es va crear l'associació Fils et filles de républicains espagnols et enfants de l'exode (en català Fills i filles de republicans espanyols i infants de l'èxode), presidida per Serge Barba i que treballa per la memòria històrica fent xerrades a les escoles i organitzant exposicions itinerants. El 2010, per exemple, el tema de les exposicions va ser "Resistir amb creativitat als camps de concentració francesos entre 1939 i 1944", i el 18 de desembre de 2010 van rendre homenatge als nens morts a Argelers en l'anomenat cementiri dels Espanyols. El 2009 aquesta entitat va rebre la Creu de Sant Jordi.

## Cultura popular
El tema de "la retirada" encara no és un assumpte fàcil d'abordar ni a Espanya ni a França. Així com els camps de concentració alemanys han estat àmpliament abordats al món del còmic, del cinema, la literatura, etc. aquests camps de concentració que les autoritats franceses van reservar als refugiats de la guerra civil espanyola no entren als plans d'estudis francesos ni espanyols, per bé que sí que n'entren als primers, per exemple, el d'Auschwitz i el de Mauthausen.
Al segle xxi, el nombre de descendents d'exiliats que volen conèixer perquè són francesos amb cognom espanyol és creixent. També comencen a haver-hi expressions culturals que tracten el tema, com per exemple la novel·la Les mille et un jours des Cuevas, de l'escriptor i dramaturg francès Juan Manuel Florensa, inspirant-se en la seva família, i publicat a França en gener de 2011. Florensa va néixer a la presó de Vilafranca de Lauragués, on van tancar la seva mare mentre el seu pare es trobava al Camp d'Argelers, i el seu avi va ser torturat pels francesos fins a la mort. Al llibre descriu la fugida del franquisme per part del protagonista, Antonio Cuevas, i com ell acaba al Camp d'Argelers amb altres refugiats, mentre que d'altres ho fan a Bram o Sant Cebrià. Detalla així les condicions extremes i inhumanes a les quals van viure, a la intempèrie, sense aigua potable ni menjar ni condicions sanitàries, a més de tortures i assassinats. El llibre ha estat molt ben rebut a França.